# Tarna Mare
Tarna Mare es una comuna ubicada en el distrito de Satu Mare, Rumania.

## Superficie
Posee una superficie de 51,37 kilómetros cuadrados.

## Demografía
Hasta 2021 la población era de 3563 habitantes, con una densidad de población de 69,36 habitantes por kilómetro cuadrado.